# Irina Dvorovenko
Irina Vladimirovna Dvorovenko (in ucraino Ірина Володимирівна Дворовенко?; in russo Ирина Владимировна Дворовенко?; Kiev, 28 agosto 1973) è una ballerina e attrice ucraina naturalizzata statunitense.

## Biografia
Dopo aver studiato danza classica dall'età di dieci anni alla Scuola del Balletto di Kiev, Dvorovenko divenne solista al Teatro Nazionale dell'Opera di Kiev nel 1990 e ballerina principale nel 1992. Il suo repertorio con la compagnia comprendeva i ruoli di Gamzatti ne La Bayadère, la protagonista ne La Cenerentola, Paquita, Kitri, la Regina e Mercedes nel Don Quixote, Giselle e Myrta in Giselle, la fata confetto ne Lo schiaccianoci, Aurora e Florina ne La Bella Addormentata e Odette e Odille ne Il lago dei cigni.
Nell'agosto 1996 si unì all'American Ballet, di cui divenne solista nel 1997 e ballerina principale nell'agosto del 2000. Qui ampliò il suo repertorio, aggiungendo, tra i tanti, i ruoli di Fata Madrina nella Cenerentola, Rosalina in Romeo e Giulietta, Swanilda in Coppélia e Medora ne Il corsaro. Il 18 maggio 2013 si ritirò dall'American Ballet e, nello stesso mese, fece il suo debutto nel mondo nel musical con On Your Toes, in scena al City Center Encores! di New York, dove recitò e cantò anche cinque anni più tardi con il musical Grand Hotel. Dopo il termine della carriera da ballerina, Dvorovenko si è dedicata alla recitazione non solo a teatro, ma anche in televisione, dove è apparsa delle serie TV Forever, Flesh and Bone, The Blacklist, Power e The Americans.
È sposata col il ballerino Maxim Beloserkovsky, suo collega dell'American Ballet, e nel 2005 la coppia ha avuto la figlia Emma Galina.

## Filmografia
- Forever - serie TV, episodio 1x20 (2015)
- Flesh and Bone - miniserie TV, 6 puntate (2015)
- The Blacklist - serie TV, episodio 3x22 (2016)
- Power – serie TV, 4 episodi (2016-2017)
- The Americans – serie TV, 10 episodi (2017)
- Étoile – serie TV, episodi 1x01-1x02 (2025)
- And Just Like That... – serie TV, episodio 3x02 (2023-2025)

## Doppiatrici italiane
- Barbara De Bortoli in Flesh and Bone
- Daniela Amato in Power